# Nuncjusze apostolscy w Ghanie
Nuncjusze apostolscy w Ghanie – nuncjusze apostolscy w Ghanie są reprezentantami Stolicy Apostolskiej przy rządzie Ghany. Nuncjatura apostolska mieści się w Akrze przy 8 Drake Avenue. Ghana utrzymuje stosunki z Watykanem od 1973.

## Nuncjusze apostolscy w Ghanie
| lp. | lata      | nuncjusz                | kraj pochodzenia              |
| --- | --------- | ----------------------- | ----------------------------- |
| 1   | 1973–1976 | Girolamo Prigione       | Włochy                        |
| 2   | 1976–1981 | Giuseppe Ferraioli      | Włochy                        |
| 3   | 1982–1987 | Ivan Dias               | Indie                         |
| 4   | 1987–1991 | Giuseppe Bertello       | Włochy                        |
| 5   | 1991–1992 | Abraham Kattumana       | Indie                         |
| 6   | 1993–2000 | André Dupuy             | Francja                       |
| 7   | 2000–2007 | George Kocherry         | Indie                         |
| 8   | 2008–2013 | Léon Kalenga Badikebele | Demokratyczna Republika Konga |
| 9   | 2013–2019 | Jean-Marie Speich       | Francja                       |
| 10  | 2020–2024 | Henryk Jagodziński      | Polska                        |
| 11  | od 2024   | Julien Kaboré           | Burkina Faso                  |

## Źródła zewnętrzne
- Krótka nota na Catholic-Hierarchy (ang.)